# Rishikesh
Rishikesh, qui peut aussi s'écrire Hrishikesha (en hindi : ऋषिकेश, en sanskrit : हृषीकेश) est une ville de l'État de l'Uttarakhand, dans le district de Dehradun, dans le nord de l'Inde. Située au pied de l'Himalaya, la ville est connue comme cité de pèlerinage, elle attire de nombreux hindous et aussi des occidentaux pour ses ashrams où le yoga est enseigné. 
Les Beatles ont rendu ce lieu célèbre en 1968, en venant y étudier la méditation transcendantale enseignée par Maharishi Mahesh Yogi dans son ashram. Elle est aujourd'hui connue pour être la « capitale mondiale du yoga ».
La ville et peuplée de 140 000 habitants en 2025.

## Étymologie
Hrishikesha (sanskrit IAST : hṛṣīkeśa) est un des noms de Krishna, que l'on trouve par exemple dans la Bhagavad-Gîtâ, chant I. Mais le Dictionnaire héritage du sanskrit le traduit par « maître des sens » (et le dictionnaire précise que ce mot est à l'origine du nom Rishikesh). Cependant, selon Michel Hulin, le mot signifie « aux cheveux hérissés (de joie) ».

## Géographie
La ville se situe à 350 m d'altitude et elle est traversée par le Gange. Elle se trouve à 250 kilomètres par la route, de Gaumukh, où le Gange prend sa source.

## Démographie

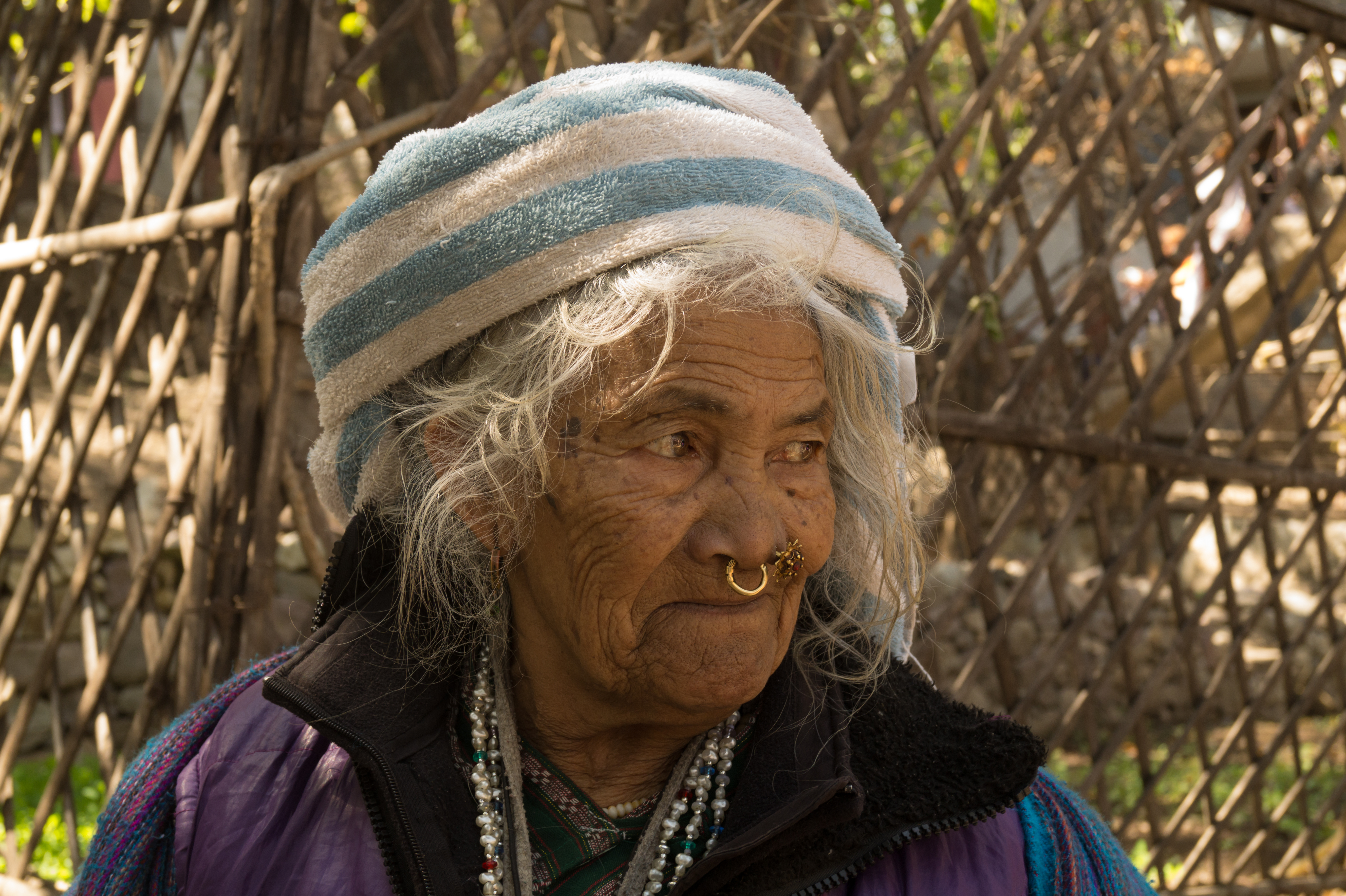
Une femme parlant garhwali à Rishikesh. Février 2017.

Sa population compte 56 % d'hommes et 44 % de femmes. Le taux d'alphabétisation est de 75 %, bien plus élevé que la moyenne nationale de 59,5 %. Toutefois, ce chiffre cache des inégalités de sexe, puisque 80 % des hommes savent lire et écrire, contre 68 % des femmes. 12 % de la population a moins de 6 ans.

## Lieux et monuments
Le temple le plus célèbre est le Bharata Mandir (temple de Bharata). Il se trouve au bord du Gange près du Ghat Triveni. Un autre temple rendant hommage aux divinités hindoues, le temple Trayambakeswar, est situé au pied du célèbre pont suspendu Lakshman Jhula (लक्ष्मण झूला).

## Manifestations religieuses
Proche de la source du Gange, la ville a un caractère sacré. Pendant la période du Yatra, de nombreux pèlerins et sâdhus y viennent pour y accomplir des activités religieuses dans les nombreux temples et au bord des ghâts. Les âshrams parsèment la ville, parmi ceux-ci on peut noter le Swarg Ashram, le Sivananda Ashram ou le Kailas Ashram Brahmavidyapeetham. Ces institutions ont vu passer d'éminentes personnalités. Plusieurs temples sont implantés dans la ville, notamment le Neelakanta Maha Deva Temple au pied de la passerelle de Lakshmana (Lakshman Jhula (en)), construite en 1939.

## Personnalités liées à la ville
En 1968, la ville est devenue mondialement célèbre grâce au passage des Beatles et de l'actrice Mia Farrow dans l'ashram de Maharishi Mahesh Yogi à Muni Ki Reti. L'album blanc du groupe est en quasi-totalité issu du travail de composition effectué lors de leur retraite dans l'ashram. La concession de celui-ci n'a pas été renouvelée par la compagnie indienne des forêts dans les années 1990. Il a été à l'abandon jusqu'à ce qu'en 2015 l'administration du parc national de Rajaji décide de l'incorporer dans son infrastructure touristique.

## Galerie

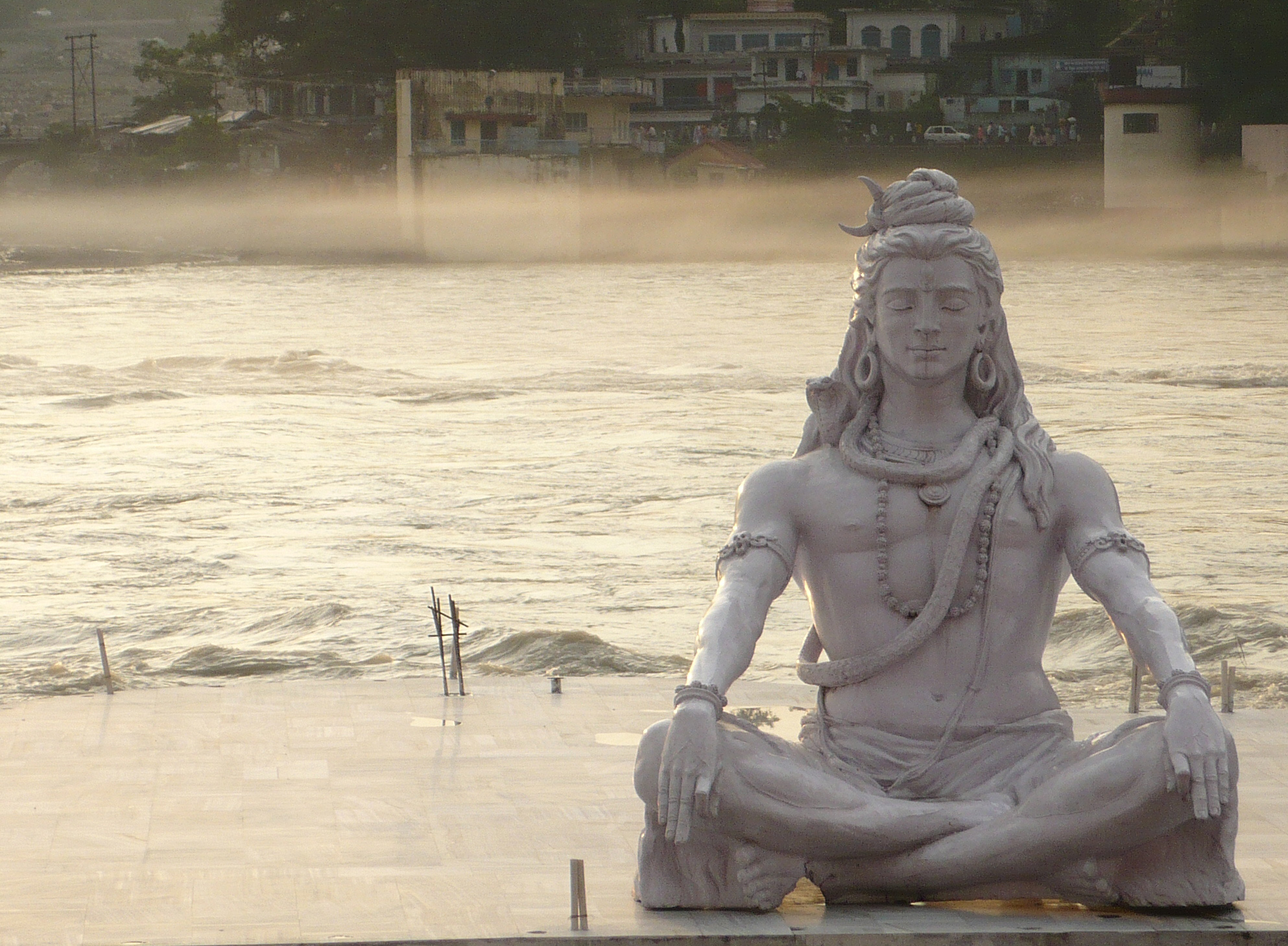
Statue de Shiva sur la rive du Gange
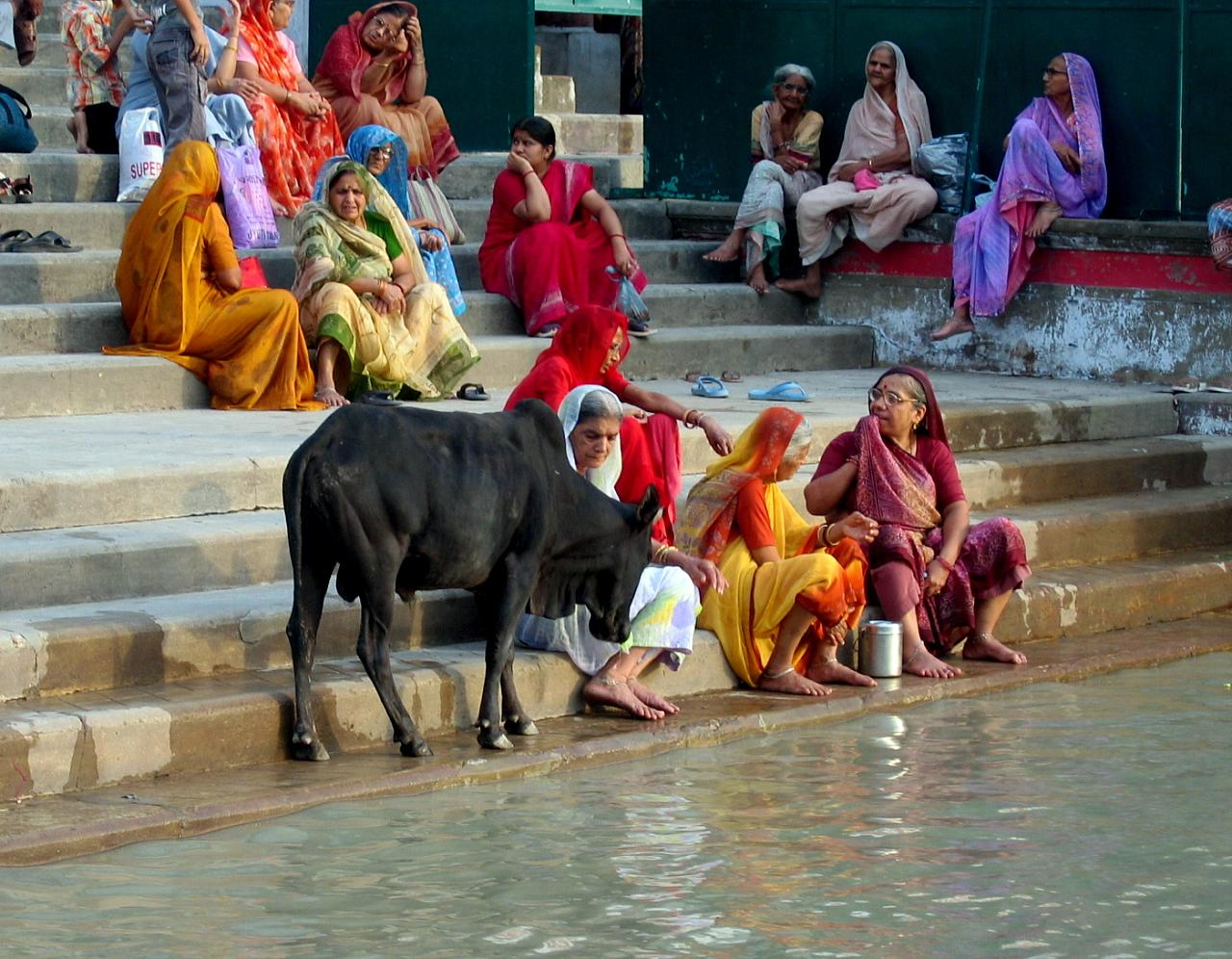
Sur les ghâts
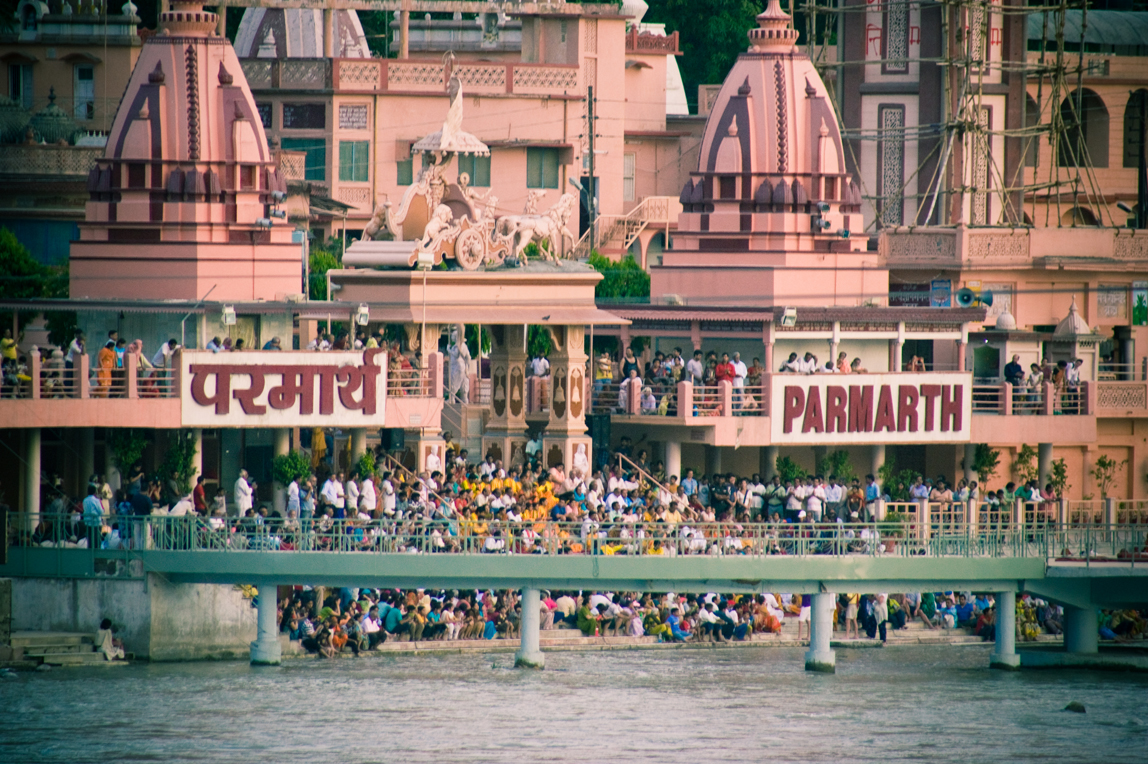
Prière du soir sur le ghât Parmarth Niketan
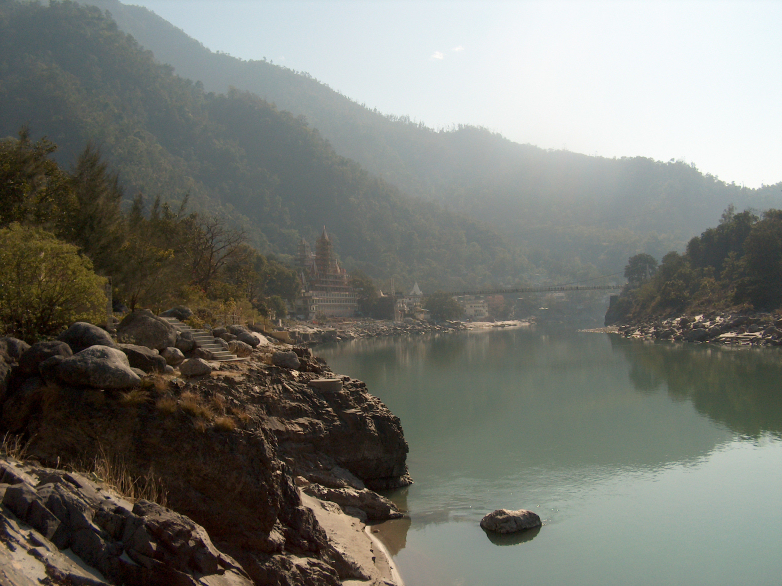
Le Gange à Rishikesh